# Бомбомет

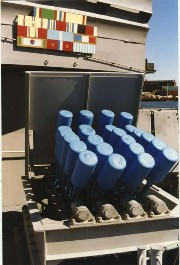
Хеджхог. Бомбомет ВМС часів Другої світової війни, що застосовувався для боротьби з підводними човнами.

Бомбомет — установка на військовому кораблі для скидання глибинних бомб.
Морський бомбомет призначений для боротьби надводних суден із підводними човнами та торпедними атаками.
Бомбомети за конструкцією є механічні (Штокові або шточні, часто їх неправильно ототожнюють з бомбоскидачами) і газодинамічні (артилерійські/безштокові/безшточні та реактивні).